# نوكيا 5630
نوكيا 5630 (بالإنجليزية: Nokia 5630 XpressMusic)‏ هو هاتف محمول من نوكيا يعمل بنظام سيمبيان، تم طرحه في الأسواق في مايو 2009.

## الخصائص
- نظام التشغيل: سيمبيان
- الكاميرا الأمامية: 3.2 ميجابكسل
- الشاشة: 320 × 240
- الوزن: 83 غرام